# Jaime van Bourbon (1908-1975)

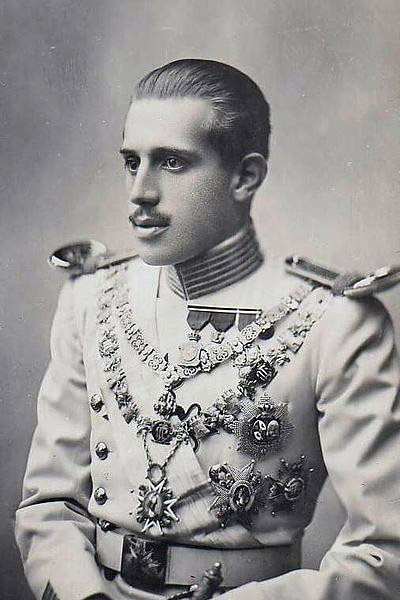
Jaime de Borbón

Jaime Leopoldo Isabelino Enrique Alejandro Alberto Alfonso Víctor Acacio Pedro Pablo María de Borbón y Battenberg (San Ildefonso, 23 juni 1908 - Sankt Gallen, 20 maart 1975), hertog van Segovia, hertog van Anjou, hertog van Madrid, was een Spaans-Frans edelman. Hij was van 1941 tot 1975 als Hendrik VI legitimistisch troonpretendent van Frankrijk en van 1949 tot 1975 alfonsistisch troonpretendent van Spanje, sinds 1964 als Jacobus IV ook voor een groep carlisten.

## Levensloop

### Jeugd
Don Jaime werd geboren op het Koninklijk Paleis van La Granja de San Ildefonso in de provincie Segovia. Hij was de tweede zoon van de in 1931 afgezette koning Alfons XIII van Spanje en Victoria Eugénie van Battenberg, en kreeg de dynastieke titel hertog van Segovia toegewezen.
Hij was vrijwel doofstom en deed daarom op 21 juni 1933 afstand van zijn recht op de Spaanse troon, daarbij de titel hertog van Madrid aannemend. Kort tevoren had zijn oudere broer Alfonso hetzelfde gedaan vanwege zijn voornemen een niet-adellijke vrouw te trouwen. Als troonopvolger gold sindsdien hun jongere broer Juan.
Jaime huwde in 1935 met Emanuela de Dampierre (1913-2012), dochter van Roger de Dampierre, 2e hertog van San Lorenzo. Uit het huwelijk werden twee zoons geboren: Alfonso (1936-1989) en Gonzalo (1937-2000). De verbintenis werd in 1947 te Boekarest ontbonden, hetgeen in 1949 te Turijn werd bevestigd. Het Vaticaan en de koninklijke familie erkenden de scheiding echter niet. Desondanks hertrouwde Jaime in 1949 met de protestantse Charlotte Tiedemann (1919-1979).
Jaime maakte in 1941 met een manifest bekend wettig hoofd van het huis Bourbon en troonpretendent van Frankrijk zijn. Hij nam hierbij de Franse titel hertog van Anjou aan en noemde zich Hendrik VI; Franse brieven ondertekende hij als Jacques Henri. Omdat zijn tweede vrouw hem redelijk had leren spreken, verklaarde hij in 1949 bovendien zijn afstand van 1933 voor ongeldig. De reden voor deze afstand was inmiddels immers vervallen en hij zou alleen onder druk van zijn familie van zijn rechten hebben afgezien. Jaime was nu ook Spaans troonpretendent en de directe rivaal van zijn broer Juan. Hij kreeg ook onder Carlisten enige aanhang, in de figuur van Alicia, de dochter van de Carlistische pretendent Carlos (VII), van wiens broer Alfonso Carlos Alfons XIII een van de mogelijke opvolgers was geweest. Zij bracht hem ertoe in 1964 de carlistische titel hertog van Madrid aan te nemen. Op dynastieke gronden was hij voor deze groep carlisten de aangewezen kandidaat, hoewel hij als persoon vanwege zijn huwelijksperikelen eigenlijk niet aanvaardbaar was. Dit gold evenwel niet voor zijn zoons, die uit een wettig huwelijk waren geboren. In 1969 deed hij afstand van zijn Spaanse aanspraak ten gunste van Juans zoon Juan Carlos, die in 1975 de troon besteeg.

## Kwartierstaat
| Frans van Assisi van Bourbon (1822-1902) | Frans van Assisi van Bourbon (1822-1902) | Frans van Assisi van Bourbon (1822-1902) | Frans van Assisi van Bourbon (1822-1902) | Frans van Assisi van Bourbon (1822-1902) | Frans van Assisi van Bourbon (1822-1902) | Isabella II van Spanje (1830-1904) | Isabella II van Spanje (1830-1904) | Isabella II van Spanje (1830-1904) | Isabella II van Spanje (1830-1904) | Isabella II van Spanje (1830-1904) | Isabella II van Spanje (1830-1904) |                                    |                                    | Karel Ferdinand van Oostenrijk (1818-1874) | Karel Ferdinand van Oostenrijk (1818-1874) | Karel Ferdinand van Oostenrijk (1818-1874) | Karel Ferdinand van Oostenrijk (1818-1874) | Karel Ferdinand van Oostenrijk (1818-1874) | Karel Ferdinand van Oostenrijk (1818-1874) | Elisabeth Francisca Maria van Oostenrijk (1831-1903) | Elisabeth Francisca Maria van Oostenrijk (1831-1903) | Elisabeth Francisca Maria van Oostenrijk (1831-1903) | Elisabeth Francisca Maria van Oostenrijk (1831-1903) | Elisabeth Francisca Maria van Oostenrijk (1831-1903) | Elisabeth Francisca Maria van Oostenrijk (1831-1903) |                                  |                                  | Alexander van Hessen-Darmstadt (1823-1888) | Alexander van Hessen-Darmstadt (1823-1888) | Alexander van Hessen-Darmstadt (1823-1888) | Alexander van Hessen-Darmstadt (1823-1888) | Alexander van Hessen-Darmstadt (1823-1888) | Alexander van Hessen-Darmstadt (1823-1888) | Julia Hauke (1825-1895)                    | Julia Hauke (1825-1895)                    | Julia Hauke (1825-1895)                    | Julia Hauke (1825-1895)                    | Julia Hauke (1825-1895)                     | Julia Hauke (1825-1895)                     |                                             |                                             | Albert van Saksen-Coburg en Gotha (1819-1861) | Albert van Saksen-Coburg en Gotha (1819-1861) | Albert van Saksen-Coburg en Gotha (1819-1861)   | Albert van Saksen-Coburg en Gotha (1819-1861)   | Albert van Saksen-Coburg en Gotha (1819-1861)   | Albert van Saksen-Coburg en Gotha (1819-1861)   | Victoria van het Verenigd Koninkrijk (1819-1901) | Victoria van het Verenigd Koninkrijk (1819-1901) | Victoria van het Verenigd Koninkrijk (1819-1901) | Victoria van het Verenigd Koninkrijk (1819-1901) | Victoria van het Verenigd Koninkrijk (1819-1901) | Victoria van het Verenigd Koninkrijk (1819-1901) |  |  |  |  |  |  |  |  |  |  |  |  |  |  |  |  |  |  |  |  |  |  |  |  |  |  |  |  |  |  |  |  |  |  |  |  |  |  |  |  |  |  |  |  |  |  |  |  |
| Frans van Assisi van Bourbon (1822-1902) | Frans van Assisi van Bourbon (1822-1902) | Frans van Assisi van Bourbon (1822-1902) | Frans van Assisi van Bourbon (1822-1902) | Frans van Assisi van Bourbon (1822-1902) | Frans van Assisi van Bourbon (1822-1902) | Isabella II van Spanje (1830-1904) | Isabella II van Spanje (1830-1904) | Isabella II van Spanje (1830-1904) | Isabella II van Spanje (1830-1904) | Isabella II van Spanje (1830-1904) | Isabella II van Spanje (1830-1904) |                                    |                                    | Karel Ferdinand van Oostenrijk (1818-1874) | Karel Ferdinand van Oostenrijk (1818-1874) | Karel Ferdinand van Oostenrijk (1818-1874) | Karel Ferdinand van Oostenrijk (1818-1874) | Karel Ferdinand van Oostenrijk (1818-1874) | Karel Ferdinand van Oostenrijk (1818-1874) | Elisabeth Francisca Maria van Oostenrijk (1831-1903) | Elisabeth Francisca Maria van Oostenrijk (1831-1903) | Elisabeth Francisca Maria van Oostenrijk (1831-1903) | Elisabeth Francisca Maria van Oostenrijk (1831-1903) | Elisabeth Francisca Maria van Oostenrijk (1831-1903) | Elisabeth Francisca Maria van Oostenrijk (1831-1903) |                                  |                                  | Alexander van Hessen-Darmstadt (1823-1888) | Alexander van Hessen-Darmstadt (1823-1888) | Alexander van Hessen-Darmstadt (1823-1888) | Alexander van Hessen-Darmstadt (1823-1888) | Alexander van Hessen-Darmstadt (1823-1888) | Alexander van Hessen-Darmstadt (1823-1888) | Julia Hauke (1825-1895)                    | Julia Hauke (1825-1895)                    | Julia Hauke (1825-1895)                    | Julia Hauke (1825-1895)                    | Julia Hauke (1825-1895)                     | Julia Hauke (1825-1895)                     |                                             |                                             | Albert van Saksen-Coburg en Gotha (1819-1861) | Albert van Saksen-Coburg en Gotha (1819-1861) | Albert van Saksen-Coburg en Gotha (1819-1861)   | Albert van Saksen-Coburg en Gotha (1819-1861)   | Albert van Saksen-Coburg en Gotha (1819-1861)   | Albert van Saksen-Coburg en Gotha (1819-1861)   | Victoria van het Verenigd Koninkrijk (1819-1901) | Victoria van het Verenigd Koninkrijk (1819-1901) | Victoria van het Verenigd Koninkrijk (1819-1901) | Victoria van het Verenigd Koninkrijk (1819-1901) | Victoria van het Verenigd Koninkrijk (1819-1901) | Victoria van het Verenigd Koninkrijk (1819-1901) |  |  |  |  |  |  |  |  |  |  |  |  |  |  |  |  |  |  |  |  |  |  |  |  |  |  |  |  |  |  |  |  |  |  |  |  |  |  |  |  |  |  |  |  |  |  |  |  |
|                                          |                                          |                                          |                                          |                                          |                                          |                                    |                                    |                                    |                                    |                                    |                                    |                                    |                                    |                                            |                                            |                                            |                                            |                                            |                                            |                                                      |                                                      |                                                      |                                                      |                                                      |                                                      |                                  |                                  |                                            |                                            |                                            |                                            |                                            |                                            |                                            |                                            |                                            |                                            |                                             |                                             |                                             |                                             |                                               |                                               |                                                 |                                                 |                                                 |                                                 |                                                  |                                                  |                                                  |                                                  |                                                  |                                                  |  |  |  |  |  |  |  |  |  |  |  |  |  |  |  |  |  |  |  |  |  |  |  |  |  |  |  |  |  |  |  |  |  |  |  |  |  |  |  |  |  |  |  |  |  |  |  |  |
|                                          |                                          |                                          |                                          | Alfons XII van Spanje (1857-1885)        | Alfons XII van Spanje (1857-1885)        | Alfons XII van Spanje (1857-1885)  | Alfons XII van Spanje (1857-1885)  | Alfons XII van Spanje (1857-1885)  | Alfons XII van Spanje (1857-1885)  |                                    |                                    |                                    |                                    |                                            |                                            | Maria Christina van Oostenrijk (1858-1929) | Maria Christina van Oostenrijk (1858-1929) | Maria Christina van Oostenrijk (1858-1929) | Maria Christina van Oostenrijk (1858-1929) | Maria Christina van Oostenrijk (1858-1929)           | Maria Christina van Oostenrijk (1858-1929)           |                                                      |                                                      |                                                      |                                                      |                                  |                                  |                                            |                                            |                                            |                                            | Hendrik Maurits van Battenberg (1858-1896) | Hendrik Maurits van Battenberg (1858-1896) | Hendrik Maurits van Battenberg (1858-1896) | Hendrik Maurits van Battenberg (1858-1896) | Hendrik Maurits van Battenberg (1858-1896) | Hendrik Maurits van Battenberg (1858-1896) |                                             |                                             |                                             |                                             |                                               |                                               | Beatrice van Saksen-Coburg en Gotha (1857-1944) | Beatrice van Saksen-Coburg en Gotha (1857-1944) | Beatrice van Saksen-Coburg en Gotha (1857-1944) | Beatrice van Saksen-Coburg en Gotha (1857-1944) | Beatrice van Saksen-Coburg en Gotha (1857-1944)  | Beatrice van Saksen-Coburg en Gotha (1857-1944)  |                                                  |                                                  |                                                  |                                                  |  |  |  |  |  |  |  |  |  |  |  |  |  |  |  |  |  |  |  |  |  |  |  |  |  |  |  |  |  |  |  |  |  |  |  |  |  |  |  |  |  |  |  |  |  |  |  |  |
|                                          |                                          |                                          |                                          | Alfons XII van Spanje (1857-1885)        | Alfons XII van Spanje (1857-1885)        | Alfons XII van Spanje (1857-1885)  | Alfons XII van Spanje (1857-1885)  | Alfons XII van Spanje (1857-1885)  | Alfons XII van Spanje (1857-1885)  |                                    |                                    |                                    |                                    |                                            |                                            | Maria Christina van Oostenrijk (1858-1929) | Maria Christina van Oostenrijk (1858-1929) | Maria Christina van Oostenrijk (1858-1929) | Maria Christina van Oostenrijk (1858-1929) | Maria Christina van Oostenrijk (1858-1929)           | Maria Christina van Oostenrijk (1858-1929)           |                                                      |                                                      |                                                      |                                                      |                                  |                                  |                                            |                                            |                                            |                                            | Hendrik Maurits van Battenberg (1858-1896) | Hendrik Maurits van Battenberg (1858-1896) | Hendrik Maurits van Battenberg (1858-1896) | Hendrik Maurits van Battenberg (1858-1896) | Hendrik Maurits van Battenberg (1858-1896) | Hendrik Maurits van Battenberg (1858-1896) |                                             |                                             |                                             |                                             |                                               |                                               | Beatrice van Saksen-Coburg en Gotha (1857-1944) | Beatrice van Saksen-Coburg en Gotha (1857-1944) | Beatrice van Saksen-Coburg en Gotha (1857-1944) | Beatrice van Saksen-Coburg en Gotha (1857-1944) | Beatrice van Saksen-Coburg en Gotha (1857-1944)  | Beatrice van Saksen-Coburg en Gotha (1857-1944)  |                                                  |                                                  |                                                  |                                                  |  |  |  |  |  |  |  |  |  |  |  |  |  |  |  |  |  |  |  |  |  |  |  |  |  |  |  |  |  |  |  |  |  |  |  |  |  |  |  |  |  |  |  |  |  |  |  |  |
|                                          |                                          |                                          |                                          |                                          |                                          |                                    |                                    |                                    |                                    | Alfons XIII van Spanje (1886-1931) | Alfons XIII van Spanje (1886-1931) | Alfons XIII van Spanje (1886-1931) | Alfons XIII van Spanje (1886-1931) | Alfons XIII van Spanje (1886-1931)         | Alfons XIII van Spanje (1886-1931)         |                                            |                                            |                                            |                                            |                                                      |                                                      |                                                      |                                                      |                                                      |                                                      |                                  |                                  |                                            |                                            |                                            |                                            |                                            |                                            |                                            |                                            |                                            |                                            | Victoria Eugénie van Battenberg (1887-1969) | Victoria Eugénie van Battenberg (1887-1969) | Victoria Eugénie van Battenberg (1887-1969) | Victoria Eugénie van Battenberg (1887-1969) | Victoria Eugénie van Battenberg (1887-1969)   | Victoria Eugénie van Battenberg (1887-1969)   |                                                 |                                                 |                                                 |                                                 |                                                  |                                                  |                                                  |                                                  |                                                  |                                                  |  |  |  |  |  |  |  |  |  |  |  |  |  |  |  |  |  |  |  |  |  |  |  |  |  |  |  |  |  |  |  |  |  |  |  |  |  |  |  |  |  |  |  |  |  |  |  |  |
|                                          |                                          |                                          |                                          |                                          |                                          |                                    |                                    |                                    |                                    | Alfons XIII van Spanje (1886-1931) | Alfons XIII van Spanje (1886-1931) | Alfons XIII van Spanje (1886-1931) | Alfons XIII van Spanje (1886-1931) | Alfons XIII van Spanje (1886-1931)         | Alfons XIII van Spanje (1886-1931)         |                                            |                                            |                                            |                                            |                                                      |                                                      |                                                      |                                                      |                                                      |                                                      |                                  |                                  |                                            |                                            |                                            |                                            |                                            |                                            |                                            |                                            |                                            |                                            | Victoria Eugénie van Battenberg (1887-1969) | Victoria Eugénie van Battenberg (1887-1969) | Victoria Eugénie van Battenberg (1887-1969) | Victoria Eugénie van Battenberg (1887-1969) | Victoria Eugénie van Battenberg (1887-1969)   | Victoria Eugénie van Battenberg (1887-1969)   |                                                 |                                                 |                                                 |                                                 |                                                  |                                                  |                                                  |                                                  |                                                  |                                                  |  |  |  |  |  |  |  |  |  |  |  |  |  |  |  |  |  |  |  |  |  |  |  |  |  |  |  |  |  |  |  |  |  |  |  |  |  |  |  |  |  |  |  |  |  |  |  |  |
|                                          |                                          |                                          |                                          |                                          |                                          |                                    |                                    |                                    |                                    |                                    |                                    |                                    |                                    |                                            |                                            |                                            |                                            |                                            |                                            |                                                      |                                                      |                                                      |                                                      |                                                      |                                                      |                                  |                                  |                                            |                                            |                                            |                                            |                                            |                                            |                                            |                                            |                                            |                                            |                                             |                                             |                                             |                                             |                                               |                                               |                                                 |                                                 |                                                 |                                                 |                                                  |                                                  |                                                  |                                                  |                                                  |                                                  |  |  |  |  |  |  |  |  |  |  |  |  |  |  |  |  |  |  |  |  |  |  |  |  |  |  |  |  |  |  |  |  |  |  |  |  |  |  |  |  |  |  |  |  |  |  |  |  |
|                                          |                                          |                                          |                                          |                                          |                                          |                                    |                                    |                                    |                                    |                                    |                                    |                                    |                                    |                                            |                                            |                                            |                                            |                                            |                                            |                                                      |                                                      |                                                      |                                                      |                                                      |                                                      |                                  |                                  |                                            |                                            |                                            |                                            |                                            |                                            |                                            |                                            |                                            |                                            |                                             |                                             |                                             |                                             |                                               |                                               |                                                 |                                                 |                                                 |                                                 |                                                  |                                                  |                                                  |                                                  |                                                  |                                                  |  |  |  |  |  |  |  |  |  |  |  |  |  |  |  |  |  |  |  |  |  |  |  |  |  |  |  |  |  |  |  |  |  |  |  |  |  |  |  |  |  |  |  |  |  |  |  |  |
| Alfons van Bourbon (1907-1938)           | Alfons van Bourbon (1907-1938)           | Alfons van Bourbon (1907-1938)           | Alfons van Bourbon (1907-1938)           | Alfons van Bourbon (1907-1938)           | Alfons van Bourbon (1907-1938)           |                                    |                                    | Jaime van Bourbon (1908-1975)      | Jaime van Bourbon (1908-1975)      | Jaime van Bourbon (1908-1975)      | Jaime van Bourbon (1908-1975)      | Jaime van Bourbon (1908-1975)      | Jaime van Bourbon (1908-1975)      |                                            |                                            | Beatrix van Bourbon (1909-2002)            | Beatrix van Bourbon (1909-2002)            | Beatrix van Bourbon (1909-2002)            | Beatrix van Bourbon (1909-2002)            | Beatrix van Bourbon (1909-2002)                      | Beatrix van Bourbon (1909-2002)                      |                                                      |                                                      | Fernando van Bourbon (1910-1910)                     | Fernando van Bourbon (1910-1910)                     | Fernando van Bourbon (1910-1910) | Fernando van Bourbon (1910-1910) | Fernando van Bourbon (1910-1910)           | Fernando van Bourbon (1910-1910)           |                                            |                                            | Maria Christina van Bourbon (1911-1996)    | Maria Christina van Bourbon (1911-1996)    | Maria Christina van Bourbon (1911-1996)    | Maria Christina van Bourbon (1911-1996)    | Maria Christina van Bourbon (1911-1996)    | Maria Christina van Bourbon (1911-1996)    |                                             |                                             | Juan van Bourbon (1913-1993)                | Juan van Bourbon (1913-1993)                | Juan van Bourbon (1913-1993)                  | Juan van Bourbon (1913-1993)                  | Juan van Bourbon (1913-1993)                    | Juan van Bourbon (1913-1993)                    |                                                 |                                                 | Gonzalo van Bourbon (1914-1934)                  | Gonzalo van Bourbon (1914-1934)                  | Gonzalo van Bourbon (1914-1934)                  | Gonzalo van Bourbon (1914-1934)                  | Gonzalo van Bourbon (1914-1934)                  | Gonzalo van Bourbon (1914-1934)                  |  |  |  |  |  |  |  |  |  |  |  |  |  |  |  |  |  |  |  |  |  |  |  |  |  |  |  |  |  |  |  |  |  |  |  |  |  |  |  |  |  |  |  |  |  |  |  |  |